# Andranik Margarian
Andranik Margarian (en arménien Անդրանիկ Մարգարեան ; né le 12 juin 1951 et mort le 25 mars 2007 à Erevan, Arménie), est un homme d'État arménien.

## Biographie
À l'époque soviétique, il est dissident. Informaticien de formation, il est condamné en 1974 à une peine de deux ans de prison pour ses convictions en faveur de l'indépendance de l'Arménie, à l'époque partie intégrante de l'Union soviétique.
Membre du Parti républicain d'Arménie (Hayastani Hanrapetakan Kusaktsutyun ou HHK), il exerce la fonction de Premier ministre de la République d'Arménie du 12 mai 2000 jusqu'à sa mort. Nommé par Robert Kotcharian, président de la République, il a remplacé Aram Sargsian, démis de ses fonctions le 2 mai précédent.
À la tête du gouvernement à partir de 2000, il joue le rôle de modérateur entre le président, Robert Kotcharian, et l'opposition parlementaire. Sous sa direction, le pays connaît une croissance économique sans précédent. En politique étrangère, il est partisan d'une ligne dure sur le dossier du Haut-Karabagh ainsi que sur celui des relations avec la Turquie.
Il meurt d'une défaillance cardiaque, le 25 mars 2007 à son domicile d'Erevan. Sa mort intervient à six semaines des élections législatives du 12 mai qui verront s'affronter le Parti républicain d'Arménie (majoritaire à l'Assemblée nationale) et Arménie prospère, le parti dirigé par un oligarque proche du président Kotcharian.
Autre figure du Parti républicain, le ministre de la Défense, Serge Sarkissian, le remplace au poste de Premier ministre.